# Otaces lineata
Otaces lineata är en fjärilsart som beskrevs av Druce 1891. Otaces lineata ingår i släktet Otaces och familjen nattflyn. Inga underarter finns listade i Catalogue of Life.